# Phthiridium scissa
Phthiridium scissa är en tvåvingeart som först beskrevs av Speiser 1900.  Phthiridium scissa ingår i släktet Phthiridium och familjen lusflugor. Inga underarter finns listade i Catalogue of Life.